# King William's Town
King William's Town er en by i provinsen Eastern Cape i Sydafrika og ligger ved Buffalo omkring 50 km vestnordvest for East London.
King, som byen kaldes lokalt, ligger på 389 moh ved foden af Amatola-bjergene midt i et tæt befolket landbrugsdistrikt. De fleste offentlige bygninger og forretninger er bygget i sten. Byen har produktion af slik, stearinlys, sæbe, tændstikker og læder og har stor handel med East London i uld, skind og korn. 
Byen var et vigtigt centrum for handel med de indfødte i Kaffraria. Den blev grundlagt af Benjamin d'Urban i maj 1835 under xhosa–krigen det år og er opkaldt efter William IV. Den blev forladt i december 1836, men blev beboet på ny i 1846 og var hovedstad i Britisk Kaffraria, fra det blev oprettet i 1847, til det blev indlemmet i Kapkolonien i 1865. Mange af kolonisterne i nabodistrikterne er efterkommere af medlemmer af den tyske legion, som blev opløst efter Krimkrigen og givet landområder i Kapkolonien. Derfor er navne som Berlin, Potsdam, Braunschweig, Frankfurt og Stutterheim givet til bosætningerne i denne del af landet.
Oprindelig blev byen erklæret som provinshovedby for det omkringliggende distrikt Adelaide, og områdets økonomi var afhængig af kvæg og fårehold. Dens nærhed til den nye provinshovedby Bhisho har ført ny udvikling til området efter apartheids fald i 1994.